# 疫病の乙女
疫病の乙女（えきびょうのおとめ、Plague Maiden、モロヴァ・ジェヴィツァ、ポーランド語: Morowa dziewica a.k.a. ペストの乙女）は、ポーランド・リトアニア共和国の民話に登場する存在。彼女は、疫病が町を襲う前に現れると言われている。

## 概要
疫病の乙女は、被害者のドア越しに赤いハンカチを振っているとよく描写される。赤色は、元々その色に染まっているか、血が染み込んでいるからである。いくつかの民話では、彼女は白い服を着て、赤い花冠を付けている。
あるバラッドでは、イエスと聖母マリアの名前が刻まれた剣を使って疫病の乙女を殺し、彼女のハンカチを取り上げた男の物語が語られた。バラッドの終わりに、男とその家族は死亡するが、彼らの町は再び疫病に見舞われることはなかった。赤いハンカチは町の教会に保管されたと語られるが、その場所は明らかにされていない。
この伝説は、アダム・ミツキェヴィチが詩『コンラッド・ヴァレンロット』の中で言及した。

## 背景
スラヴ語ではペスト（ポーランド語: dżuma、ロシア語: чума）やコレラ（ポーランド語: cholera、ロシア語: холера）は女性名詞であり、民話では伝染病が女性として擬人化されることがしばしばあった。